# ガン国際空港
ガン国際空港（ガンこくさいくうこう）(IATA: GAN, ICAO: VRMG)はモルディブ、アッドゥ環礁のガン島にある国際空港。2019年6月現在、この空港はモルディブに3つある国際空港のうちの一つである。

## 歴史
この空港は最初イギリス海軍によって建設され、のちにイギリス空軍に移管された。軍事基地としては第二次世界大戦中から1976年まで使用されていた。イギリスがモルディブ政府に譲渡したのち、この空港は国内線用の空港として使用されていたが、近年増加する観光客を受け入れるために国際空港へと更新された。 
この空港はかつてモルディブ政府によって運営されており、その人的基盤は2010年まで技術支援を提供するモルディブ空港株式会社の従業員に依存していた。2009年6月、ナシード大統領の民営化政策の一環として公営企業のガン空港株式会社が設立され、2010年1月にこの空港の運営を引き継いだ。 
2012年、モルディブ南部の観光産業と経済の振興のため、ガン国際空港の今後の発展と拡張を見越した新会社が設立された。新会社はガン空港株式会社、モルディブ空港株式会社、国家貿易機構の合弁会社として設立され、社名は「アッドゥ国際空港株式会社」となった。現在、ガン国際空港はこの会社によって運営されている。 
2012年12月1日、ガン空港の国際空港化に際してスリランカ航空が国際線として初めての乗り入れを表明した。 

## 設備
この空港の海抜は2メートルであり、長さ3,600メートル、幅60メートルのコンクリート舗装された滑走路が10/28の方角で設置されている。ガン国際空港はモルディブ最南端に位置しており、1年を通して国際便・国内便共に受け入れることができる。2011年に開催された南アジア地域協力連合(SAARC)サミットのために建設されたエグゼクティブ・ターミナルは、シャングリ・ラ ヴィリンギリ リゾート＆スパ モルディブの宿泊者向けターミナルに改装された。これは、モルディブ初のプライベートエグゼクティブ・ターミナルである。 

## 航空会社と目的地
| 航空会社           | 目的地                                               |
| ------------------ | ---------------------------------------------------- |
| フライム           | マレ、フヴァンムラ                                   |
| モルディビアン航空 | フヴァンムラ、カデッドホー、カデドゥ、クードゥ、マレ |
| 南アフリカ航空     | ヨハネスブルグ                                       |
| スリランカ航空     | コロンボ                                             |